# Ruisseau de Saint-Germain
Le ruisseau de Saint-Germain est un ancien cours d'eau de Paris, en France.

## Description
À l'origine, le ruisseau de Saint-Germain est un petit cours d'eau qui prend sa source sur la colline du Montparnasse et se jette dans la Seine au niveau de l'actuelle place Saint-Michel.
Selon Philippe Diffre et Charles Pomerol, le ru de Saint-Germain prend sa source dans le bas de Montrouge, suit la rue Gassendi, traverse le cimetière du Montparnasse et descend par les rues Huyghens, Léopold-Robert, Notre-Dame-des-Champs, Madame, d'Assas, du Four et Mazarine jusqu’au quai de Conti.
Le ruisseau a désormais disparu.